# Pohár SKFS 2021/2022
Pohár SKFS 2021/22 byl krajský fotbalový pohár hraný na území středočeského kraje, který se hrál v období od 7. srpna 2021 do 8. června 2022. Vítězem se stal klub TJ SK Hřebeč, čímž se kvalifikoval do předkola MOL Cupu 2022/23.

## Formát soutěže
Pohár SKFS se hraje vyřazovacím systémem na jeden zápas. Pokud zápas skončí remízou, následuje penaltový rozstřel. Do osmifinále se hraje na stadionu mužstva z nižší soutěže, poté je pořadatel určen losem.

## Přihlášené týmy
| Přebor Středočeského kraje                                                                                       | I.A třída Středočeského kraje | I.B třída Středočeského kraje | Okresní přebor      |
| --- | --- | --- | ------------------- |
| - FK Komárov - SK Polaban Nymburk - FC Velim - TJ SK Hřebeč - FK Dobrovice - FK Slovan Lysá nad Labem - FK Kosoř | - SK Votice - TJ Sokol Sedlec-Prčice - SK Spartak Příbram - SK Chlumec - TJ Jíloviště - FC Čechie Velká Dobrá - Spartak Průhonice - SK Sokoleč | - AFK Loděnice - FK Rudná - SK Lány - AFK Libčice - TJ Sokol Holubice - FK Slavoj Stará Boleslav - TJ Byšice - AFK Sokol Semice - Sportovní Sdružení Ostrá - SK Žiželice - Sokol Družba Suchdol - TJ Pátek - FK Kunice - TJ Ligmet Milín - FK Jinočany | - TJ Sokol Obříství |

- TJ Sokol Obříství nasazen jako loňský vítěz Okresního poháru v okrese Mělník.[1]

## Zápasy

### 1. kolo
Do prvního kola, které se odehrálo v termínu od 7.–24. srpna, nastoupilo 30 mužstev z jednatřiceti. Poslední obhájce titulu (z roku 2019) FK Komárov byl nasazen až do osmifinále.
Zdroje: 
| Domácí                   | Výsledek | Hosté                    |
| ------------------------ | -------- | ------------------------ |
| FK Rudná                 | 2:3 pen  | SK Chlumec               |
| AFK Loděnice             | 1:5      | SK Spartak Příbram       |
| TJ Sokol Holubice        | 1:2      | FK Kosoř                 |
| SK Lány                  | 0:4      | FC Čechie Velká Dobrá    |
| AFK Libčice              | 1:3      | TJ SK Hřebeč             |
| FK Jinočany              | 3:0      | TJ Jíloviště             |
| SK Žiželice              | 0:7      | SK Polaban Nymburk       |
| Sportovní sdružení Ostrá | 1:5      | SK Sokoleč               |
| Sokol Družba Suchdol     | 0:5      | FC Velim                 |
| FK Kunice                | 0:2      | SK Votice                |
| TJ Pátek                 | 5:2      | FK Slovan Lysá nad Labem |
| FK Slavoj Stará Boleslav | 3:4      | Spartak Průhonice        |
| AFK Sokol Semice         | 2:5      | FK Dobrovice             |
| TJ Sokol Obříství        | 0:1      | TJ Byšice                |
| TJ Ligmet Milín          | 5:0      | TJ Sokol Sedlec-Prčice   |

### Osmifinále
Zápasy osmifinále se odehrály od 21. září až do 26. února 2022.
Zdroje: 
| 21. září 2021 17:00 |             |            |                           |
| TJ Ligmet Milín     | 3 : 0 (0:0) | FK Komárov | stadion, Milín diváci: 45 |
|                     |             |            | stadion, Milín diváci: 45 |

| 28. října 2021 10:15 |                     |              |                            |
| TJ Byšice            | 2 : 3 po pen. (2:0) | FK Dobrovice | stadion, Byšice diváci: 35 |
|                      |                     |              | stadion, Byšice diváci: 35 |

|  |       | Penaltový rozstřel |
|  | 3 : 5 |                    |

| 28. října 2021 15:00 |             |                    |                              |
| SK Sokoleč           | 5 : 0 (2:0) | SK Polaban Nymburk | stadion, Sokoleč diváci: 200 |
|                      |             |                    | stadion, Sokoleč diváci: 200 |

| 28. října 2021        |             |          |  |
| FC Čechie Velká Dobrá | 0 : 5 kont. | FK Kosoř |  |
|                       |             |          |  |

| 28. října 2021 15:00 |             |          |                            |
| SK Votice            | 1 : 4 (1:2) | FC Velim | stadion, Votice diváci: 55 |
|                      |             |          | stadion, Votice diváci: 55 |

| 28. října 2021 15:00 |              |                   |                           |
| TJ Pátek             | 1 : 10 (1:8) | Spartak Průhonice | stadion, Pátek diváci: 50 |
|                      |              |                   | stadion, Pátek diváci: 50 |

| 12. února 2022 10:00 |             |                    |                                   |
| SK Chlumec           | 4 : 1 (4:0) | SK Spartak Příbram | stadion, Velký Chlumec diváci: 40 |
|                      |             |                    | stadion, Velký Chlumec diváci: 40 |

| 26. února 2022 14:00 |             |              |                              |
| FK Jinočany          | 1 : 2 (1:0) | TJ SK Hřebeč | stadion, Jinočany diváci: 40 |
|                      |             |              | stadion, Jinočany diváci: 40 |

### Čtvrtfinále
| 19. dubna 2022 17:30 |             |          |                             |
| TJ SK Hřebeč         | 4 : 1 (2:1) | FK Kosoř | stadion, Hřebeč diváci: 227 |
|                      |             |          | stadion, Hřebeč diváci: 227 |

| 20. dubna 2022 17:30 |             |            |                               |
| FK Dobrovice         | 5 : 2 (1:2) | SK Chlumec | stadion, Dobrovice diváci: 50 |
|                      |             |            | stadion, Dobrovice diváci: 50 |

| 20. dubna 2022 17:30 |             |                 |                               |
| Spartak Průhonice    | 2 : 1 (0:0) | TJ Ligmet Milín | stadion, Průhonice diváci: 65 |
|                      |             |                 | stadion, Průhonice diváci: 65 |

| 28. dubna 2022 17:30 |             |          |                              |
| SK Sokoleč           | 2 : 0 (0:0) | FC Velim | stadion, Sokoleč diváci: 150 |
|                      |             |          | stadion, Sokoleč diváci: 150 |

### Semifinále
| 18. května 2022 18:00 |                     |                   |                              |
| SK Sokoleč            | 2 : 3 po pen. (1:0) | Spartak Průhonice | stadion, Sokoleč diváci: 180 |
|                       |                     |                   | stadion, Sokoleč diváci: 180 |

|  |       | Penaltový rozstřel |
|  | 4 : 5 |                    |

| 18. května 2022 18:30 |             |              |                             |
| TJ SK Hřebeč          | 4 : 3 (3:1) | FK Dobrovice | stadion, Hřebeč diváci: 145 |
|                       |             |              | stadion, Hřebeč diváci: 145 |

### Finále
| 8. června 2022 | TJ SK Hřebeč | 2 : 0 (0:0) | Spartak Průhonice | stadion, Hřebeč |  |  |
| 18:00          |              | Report      |                   | Diváci: 350     |  |  |
|                |              |             |                   |                 |  |  |